# آن جاي-جون
آن جاي-جون (هانغل: 안재준) هو لاعب كرة قدم كوري جنوبي في مركز الدفاع، ولد في 8 فبراير 1986 في كوريا الجنوبية. لعب مع إنتشون يونايتد.

## وصلات خارجية
- آن جاي-جون على موقع دوري كوريا الجنوبية (الإنجليزية)
- آن جاي-جون على موقع قاعدة بيانات كرة القدم.إي يو (الإنجليزية)
- آن جاي-جون على موقع Soccerway.com (الإنجليزية)